# ثان الإسماعيلية (حي)
حي الإسماعيلية ثان، هو إحدى التقسيمات الداخلية لمدينة الإسماعيلية في محافظة الإسماعيلية، جمهورية مصر العربية.